# Rutilio Grande
Rutilio Grande García S.J. (El Paisnal, 5. srpnja 1928. – Aguilares, 12. ožujka 1977.) bio je isusovački svećenik i blaženik iz Salvadora.
Ubio ga je paravojni odred 1977. godine, zbog zauzimanja za socijalnu pravdu. Dana 22. siječnja 2022. u San Salvadoru proglašen je blaženim  s još dvojicom laika i franjevcem Cosmeom Spessottom.
Spomendan mu je 12. ožujka.

## Vanjske poveznice
|  | Zajednički poslužitelj ima još gradiva o temi Rutilio Grande |